# Hyphoderma budingtonii
Hyphoderma budingtonii är en svampart som beskrevs av Lindsey & Gilb. 1977. Hyphoderma budingtonii ingår i släktet Hyphoderma och familjen Meruliaceae.   Inga underarter finns listade i Catalogue of Life.